# Guitar Hero: Aerosmith
Guitar Hero: Aerosmith é o 5º jogo da série Guitar Hero, para os consoles Playstation 2, Playstation 3, Wii, PC e Xbox 360. O jogo está centrado na carreira da banda Aerosmith.

## Componentes da banda
- Steven Tyler - Vocais
- Joe Perry - Guitarra Solo e Vocal de Apoio
- Brad Whitford - Guitarra Base
- Tom Hamilton - Baixo
- Joey Kramer - Bateria

## Lista de músicas
A lista de músicas está separada como em todos os jogos da série, 5 músicas em cada grupo, agora as 2 primeiras músicas serão de outras bandas e serão tocadas com a banda tipica do guitar hero sendo que você poderá escolher o seu guitarrista e as 3 últimas são músicas do Aerosmith.
Negrito: Músicas Cover;
Itálico: Músicas Regravadas;

### Getting the Band Together
- Dream Police (1979) - Cheap Trick
- All the Young Dudes (1972) - Mott the Hoople
- Make It (2007) - Aerosmith
- Uncle Salty (1975) - Aerosmith
- Draw the Line (Encore) (1977) - Aerosmith

### First Taste Of Success
- I Hate Myself For Loving You (1988) - Joan Jett
- All Day and All of the Night (1964) - The Kinks
- No Surprize ( 1979) - Aerosmith
- Movin' Out (2007) - Aerosmith
- Sweet Emotion (Encore) (1975) - Aerosmith

### The Triumphant Return
- Complete Control (1977) - The Clash
- Personality Crisis (1973) - New York Dolls
- Livin' on the Edge (1993) - Aerosmith
- Rag Doll (1987) - Aerosmith
- Love in an Elevator (Encore) (1989) - Aerosmith

### International Superstars
- She Sells Sanctuary (1985) - The Cult
- King of Rock (1985) - Run-D.M.C.
- Nobody's Fault (1976) - Aerosmith
- Bright Light Fright (1977) - Aerosmith
- Walk This Way (Encore) (1986) - Run-D.M.C. featuring Aerosmith

### The Great American Band
- Hard to Handle (1990) - The Black Crowes
- Always on the Run (1991) - Lenny Kravitz featuring Slash
- Back in the Saddle (1976) - Aerosmith
- Beyond Beautiful (2001) - Aerosmith
- Dream On (Encore) (2007) - Aerosmith

### Rock N' Roll Legends
- Cat Scratch Fever (1977) - Ted Nugent
- Sex Type Thing (1992) - Stone Temple Pilots
- Guitar Battle Vs. Joe Perry (2007) - Joe Perry
- Mama Kin (2007) - Aerosmith
- Toys in the Attic (1975) - Aerosmith
- Train Kept a Rollin (Encore) (1974) - Aerosmith

### Bonus: The Vault
- Walk This Way (1975) - Aerosmith
- Rats in the Cellar (1976) - Aerosmith
- King and Queens (1977) - Aerosmith
- Combination (1976) - Aerosmith
- Let the Music Do The Talking (1985) - Aerosmith
- Shakin' My Cage (2005) - Joe Perry
- Pink (1997) - Aerosmith
- Talk Talkin (2005) - Joe Perry
- Mercy (2005) - Joe Perry
- Pandora's Box (1974) - Aerosmith
- Joe Perry Guitar Battle - Joe Perry